# Yukimitsu Kano
Yukimitsu Kano (27 de março de 1932 - 8 de março de 2020) foi um administrador sênior de judô, o quarto presidente do Instituto Kodokan e o presidente da Federação Japonesa de Judô. Era filho de Risei Kano e neto do fundador do Judô Jigoro Kano. Ele serviu de 1980 a 1995 como presidente da União de Judô da Ásia. Ele foi um defensor do Judô Kodokan em detrimento da Federação Internacional de Judô. Em 9 de março de 2020, foi relatado que ele morreu aos 87 anos